# 庄司南海
庄司 南海（しょうじ なんかい、1813年（文化10年）- 1891年（明治24年）2月25日）は、江戸時代後期から明治時代に活躍した儒学者である。名は春行。字は千里。通称は源三郎。

## 経歴・人物
西村藐庵の実子で、庄司甚右衛門の子孫。
池守秋水に学び、祖先の姓を名乗って江戸新吉原の名主を務めた。
明治維新後は志善塾を開いて、子弟に教授した。